# Neoescolástica

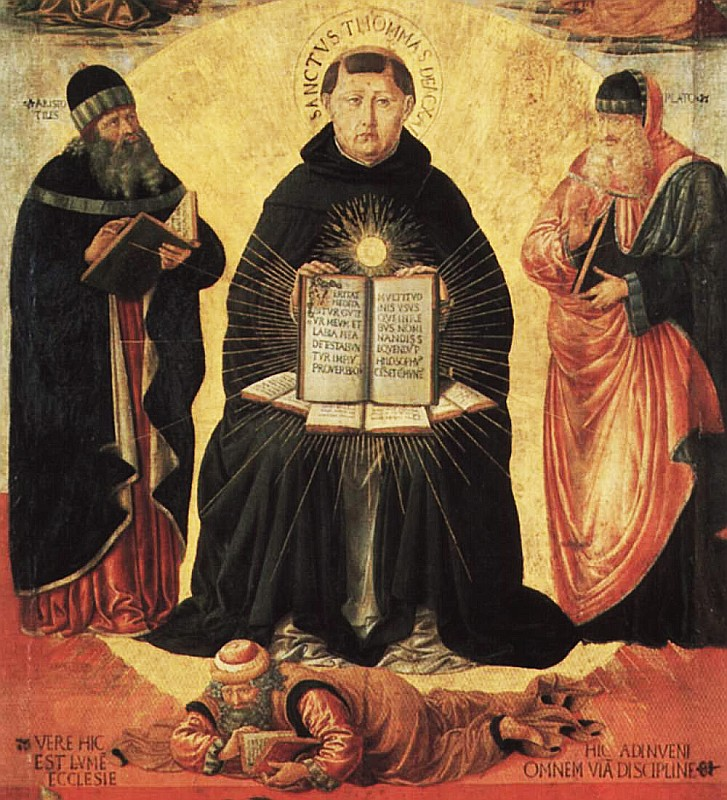
El triunfo de Santo Tomás de Aquino, pintura de Benozzo Gozzoli, conservada en el Museo del Louvre.

La neoescolástica es el renacimiento y desarrollo de la filosofía escolástica de la Edad Media que tuvo lugar desde la segunda mitad del siglo XIX. No se trata solamente de la resurrección de una filosofía extinta desde tiempo atrás, sino más bien de una regeneración de la philosophia perennis o metafísica que surgió en la Grecia Antigua y nunca habría dejado de existir. Algunas veces, la neoescolástica ha sido denominada neotomismo, en parte porque fue Santo Tomás de Aquino quien dio forma final a la escolástica en el siglo XIII y, en parte, porque tomó fuerza la idea de que solamente el tomismo podía infundir vitalidad a una escolástica del siglo XX. En la primera mitad del siglo XX, se crearon importantes escuelas neotomistas, entre las cuales destacan las de Lovaina (Bélgica), Laval (Canadá), Washington (Estados Unidos) y Milán (Italia).

## Neoescolástica española delsigloXVI
Es habitual también utilizar el término «neoescolástica» para calificar a la escuela de Salamanca del siglo XVI (Francisco de Vitoria, Domingo de Soto, Luis de Molina, Francisco Suárez, etc.); una corriente de pensamiento de gran influencia en la historia de la teología, la filosofía, el derecho y la economía (arbitrismo), así como decisiva para entender buena parte de la cultura española posterior.

## Neoescolástica de los siglosXIXyXX
Es necesario distinguir dos sentidos del término «neoescolástica»: los intentos de revitalizar la tradición de la escolástica medieval y sus conceptos fundamentales; y, por otra parte, una corriente de pensamiento adscrita a la Iglesia católica que se proponía realizar una nueva síntesis de la fe cristiana y de la racionalidad moderna. En este sentido, el papa León XIII, en su encíclica Aeterni Patris (1879), afirmó que la doctrina tomista, desarrollada por Santo Tomás de Aquino debía ser la base de toda filosofía que se tuviera por cristiana. Con ella, el Papa dio el apoyo incondicional de la Iglesia católica al neotomismo, promoviendo la aparición de la neoescolástica y de la Escuela de Lovaina. Esta encíclica formó parte del impulso realizado por la Santa Sede con el fin de que la Iglesia católica se aproximara a los problemas de su tiempo en multitud de ámbitos. Se planteaba, entonces, la necesidad de construir una nueva filosofía cristiana, para lo cual se requería retomar la antigua filosofía escolástica. De esta manera, la neoescolástica pretendió rescatar el valor de la objetividad frente al relativismo, destacar el valor del realismo frente al idealismo y promover el valor del personalismo. 
A finales del siglo XIX, la neoescolástica ganó espacio entre los católicos contra otras visiones, tales como el ontologismo, el tradicionalismo, el dualismo de Anton Günther y el pensamiento cartesiano. Fue aprobado en cuatro congresos católicos: París (1891), Bruselas (1895), Friburgo (1897) y Múnich (1900).

### Corriente tradicional
Los representantes de esta corriente no tienen como objetivo enriquecer la doctrina tomista, sino mostrar (o demostrar) lo que hay de eternamente durable en materia de metafísica. Así, adoptan una actitud defensiva y desafiante frente a los «errores» de la modernidad, contra la cual erigen el tomismo como un bastión infalible. La mayor parte de las obras de esta corriente están escritas en latín, como es el caso de:
- Tommaso Maria Zigliara (1833-1893), autor italiano de una Summa philosophica en 3 volúmenes. El papa León XIII lo nombró cardenal y presidente de la Academia de Santo Tomás.
- Albert Farges, autor de Estudios filosóficos en 9 volúmenes y de un Curso de filosofía, adoptada como manual por muchos seminarios.
- Reginaldo Garrigou-Lagrange (1877-1964), autor de una Síntesis tomista y de Dios.
- El cardenal Louis Billot, cuyo retorno a Santo Tomás manifiesta su independencia de cara a Francisco Suárez (quien tiene gran influencia en los neoescolásticos alemanes).
- Antonin Sertillanges 1863-1948
- Cornelio Fabro 1911-1995

### Corriente progresista
Esta corriente no se contenta con restaurar las antiguas doctrinas tomistas, sino que intenta incorporar todo lo que el pensamiento moderno ha podido descubrir de bueno. Tiene como objetivo enriquecer el tomismo mostrándose severa frente a los «errores» del pensamiento moderno. Una figura central en esta corriente es el cardenal Désiré Félicien-François-Joseph Mercier. Muchas escuelas reclaman pertenecer a esta corriente progresista.

#### Escuela histórica
La escuela histórica aplica al estudio del tomismo y de la filosofía medieval que contribuye a redescubrir utilizando los métodos de la crítica moderna.
- En Bélgica: Maurice De Wulf
- En Alemania: Martin Grabmann
- En Francia: Pierre Mandonnet, fundador de la Bibliothèque thomiste, Étienne Gilson y Marie-Dominique Chenu
- En España: Miguel Asín Palacios, autor de estudios comparativos sobre las espiritualidades musulmana y cristiana.

#### Escuela progresista
La escuela progresista pretende enriquecer y renovar el tomismo. La reflexión escolástica se expande en todos los campos, de la política a la metafísica, de la moral a la epistemología. El principal representante francés de esta corriente, además de Antonin Sertillanges, es Jacques Maritain. Asimismo, destaca el cardenal Désiré Félicien-François-Joseph Mercier, fundador del Instituto superior de Filosofía de la Universidad Católica de Lovaina, donde enseñó Joseph Maréchal. Finalmente, la neoescolástica italiana de la Escuela de Milán, fundada por Agostino Gemelli, fundador de la Revue de philosophie scolastique. Combaten el positivismo científico y el idealismo hegeliano de Benedetto Croce y Giovanni Gentile. Actualmente, los trabajos de esta escuela se centran en torno a los vínculos entre el tomismo y las corrientes actuales, tales como la Fenomenología, en especial por los trabajos de Emmanuel Falque.

#### Escuela crítica
La escuela crítica tiende a subrayar las debilidades del tomismo y considera algunas de las 24 tesis solo como probables. Por ejemplo, Pedro Descoqs criticó el hilemorfismo y discutió la distinción entre esencia y existencia.

### Elementos tradicionales
La neoescolástica busca restaurar las doctrinas orgánicas fundamentales encarnadas en la escolástica del siglo XIII. Sostiene que la filosofía no varía con cada fase de la historia y que si los grandes pensadores medievales (Tomás de Aquino, Buenaventura de Fidanza y Juan Duns Scoto) lograron construir un sistema filosófico sólido sobre la información proveída por los griegos, especialmente por Aristóteles, entonces debía ser posible reunir el espíritu de la verdad que contenía la especulación de la Edad Media.

### Visiones externas
Émile Boutroux pensaba que el sistema aristotélico podía servir como una compensación al kantismo. Friedrich Paulsen y Rudolf Christoph Eucken declararon a la neoescolástica como la rival del kantismo y al conflicto entre ellos en el "choque de dos mundos". Adolf von Harnack, Seeberg y otros autores argumentan en contra de la subestimación del valor de la doctrina escolástica.

### Teólogos y filósofos neoescolásticos
- Étienne Gilson
- Ángel Luis González
- Jacques Maritain
- Sertillanges
- Christian Ferraro
- Désiré Félicien-François-Joseph Mercier
- Edward Feser
- Josef Pieper
- Reginaldo Garrigou-Lagrange
- Juan Manuel Orti y Lara
- Alain Contat
- Jason Mitchell
- Gregory Doolan
- Ángel González Álvarez
- Antonio Millán-Puelles
- P. Osvaldo Lira ss.cc.
- Leonardo Castellani
- Julio Meinvielle
- Mariano Artigas
- Peter Kreeft
- Miguel Ayuso
- Rafael Gambra Ciudad
- José Miguel Gambra Gutiérrez
- Alberto Caturelli
- Tomás D. Casares
- Santiago Ramírez O.P.
- Teófilo Urdánoz O.P.
- Alfredo Sáenz S.J.
- Zeferino González y Díaz Tuñón O.P.
- André Marc